# Erich Fuchs
Erich Fuchs (Berlino, 9 aprile 1902 – Coblenza, 25 luglio 1980) è stato un funzionario tedesco delle SS che lavorò per il programma di eutanasia Action T4 e quindi per la fase dell'Olocausto dell'Operazione Reinhard.
Fuchs fu accusato di crimini di guerra al processo di Bełżec nel 1963-1964, per i quali fu assolto. Man mano che ulteriori prove vennero alla luce, Fuchs fu nuovamente arrestato e processato al processo Sobibor ad Hagen. Egli fu accusato di aver partecipato attivamente all'Olocausto e il 20 dicembre 1966, fu riconosciuto colpevole di essere complice per l'omicidio di massa di almeno 79.000 ebrei e venne condannato a quattro anni di reclusione.
Le sue dichiarazioni durante le fasi processuali forniscono testimonianze dirette di quanto veniva messo in atto dai nazisti nell'Olocausto.

## Vita
Erich Fritz Erhard Fuchs nacque a Berlino. Iniziò la sua carriera come meccanico di motori, si unì al partito nazista e alle SA nel maggio 1933.

### Partecipazione al programma Action T4
Dopo lo scoppio della seconda guerra mondiale, nel 1940 Fuchs fu assegnato al programma di eutanasia Action T4. Inizialmente prese servizio come autista del Dr. Irmfried Eberl quando Eberl era direttore medico dei centri di sterminio T-4 a Brandeburgo e Bernburg. Fuchs presenziò a molte gassazioni di disabili.

### Campo di sterminio di Bełżec
Quando la Soluzione Finale fu decisa a Wannsee, Fuchs fu trasferito nel campo di sterminio di Bełżec di recente costruzione nella Polonia occupata dai tedeschi, per sei settimane per installarvi l'apparecchiatura che sarà utilizzata per le uccisioni. In seguito testimoniò:
(^ Yitzhak Arad (1987). Belzec, Sobibor, Treblinka: The Operation Reinhard Death Camps, Bloomington: Indiana University Press, p. 24. ISBN 0253342937.)

### Campo di sterminio di Sobibór
Dopo l'avvenuta installazione dell'apparecchiatura per il gas a Belzec, nell'aprile 1942 Fuchs fu trasferito nel successivo cantiere segreto del campo di sterminio di Sobibor. Gli uomini delle SS dell'operazione Reinhard avevano individuato nella vicina Lvov un motore da duecento cavalli da utilizzare nell'apparecchiatura per la produzione di gas. Fuchs rimase a Sobibór per almeno quattro settimane.
Nelle stesse parole di Fuchs:
(Klee, Ernst, Dressen, Willi, Riess, Volker. The Good Old Days: The Holocaust as Seen by Its Perpetrators and Bystanders, p. 231. ISBN 1-56852-133-2.)
Mentre era a Sobibor, Fuchs si occupò di gestire questo motore quando alimentava le camere a gas.

### Campo di sterminio di Treblinka
Quindi come SS - Scharführer (sergente), Fuchs andò al campo di sterminio di Treblinka, sotto il comando del suo vecchio capo Eberl.  In seguito testimoniò:
(Yitzhak Arad. Belzec, Sobibor, Treblinka: the Operation Reinhard death camps, p. 43. Indiana University Press, Bloomington, 1987.)
Verso la fine del 1942, Fuchs tornò brevemente al Bernburg Euthanasia Center. Poi, da dicembre a febbraio 1943, fu di stanza presso l'istituto psichiatrico di Wiesloch, dove fu coinvolto nella "ricerca sull'eutanasia" e nuovamente presenziò  alle operazioni di gassificazione.
Nel marzo 1943 Fuchs fu rimosso dal servizio presso T4 terminando la sua partecipazione alle attività di omicidio di massa e genocidio.

### Dopoguerra
Dopo la fine della guerra, fu dapprima prigioniero di guerra russo per quattro settimane e quindi prigioniero americano nella Germania occidentale. Liberato fu impiegato dall'esercito britannico come autista e meccanico a Bergen-Belsen fino al 1946.
Nel dopoguerra lavorò come camionista, meccanico di motori e venditore di automobili. 
Fuchs fu prima processato al Processo di Bełżec a Monaco 1963-1964, in cui fu assolto.
Fuchs fu nuovamente arrestato e processato al processo Sobibor ad Hagen. È stato accusato di partecipazione all'omicidio di massa di circa 3.600 ebrei. Il 20 dicembre 1966, Fuchs fu riconosciuto colpevole di essere complice dell'omicidio di massa di almeno 79.000 ebrei e condannato a quattro anni di reclusione.
Fuchs si sposò, per la sesta volta durante il processo e morì il 25 luglio 1980 all'età di 78 anni.